# Фридман, Владимир Шулимович
Владимир Фридман (ивр. ולדימיר פרידמן‎; род. 20 июня 1959 года, Курск, СССР) — израильский актёр театра и кино.

## Биография
Владимир Шулимович Фридман родился 20 июня 1959 года в городе Курске. Окончил Российский университет театрального искусства (ГИТИС), курс Элины Быстрицкой. Среди ролей, сыгранных Фридманом в СССР, наибольшую известность получила роль в спектакле «Эмигранты» (по произведению Славомира Мрожека), за которую он был удостоен премии Ленинского комсомола.
В 1991 году Фридман эмигрировал в Израиль. Сыграл там более шестидесяти ролей в кино и более двадцати в спектаклях, на иврите и русском языке.. Лауреат премии «Человек Года» в категории «За вклад в развитие израильского театра и кино». Также является лауреатом премии «Актёр года» в категории «За лучшую мужскую роль в театре».
С различными концертными программами на русском языке неоднократно бывал в Америке, Канаде, Австралии, Новой Зеландии, Германии и странах СНГ. В его репертуаре есть и много песен.

## Фильмография
Кино:
- «Цирк „Палестина“» 1998 — израильский «Оскар».
- «Вояж» 1998. Франция — приз фестиваля в Каннах.
- «Друзья Яны» — 1999 — израильский «Оскар», первый приз на кинофестивале в Карловых Варах.
- Электрический человек" 1999.
- «Благодаря доброму имени» 2000.
- «Сломанные крылья» 2002 — израильский «Оскар», первый приз в Токио.
- «Бейтар Прованс» 2002 — первый приз хайфского кинофестиваля.
- «Электрический человек» 2003
- «Династия Шварц» 2005
- «Дети СССР» 2006
- «Год — НОЛЬ» 2006.
- «Непристойный жест» 2006 — первый приз хайфского кинофестиваля.
- «По дороге к кошкам» 2007.
- «В пяти часах от Парижа» 2009
- «Стены» 2011
- «Зажечь в Касбе» 2012
- «Сальса в Тель Авиве» 2012
- «ATTACK» 2012
- «Друзья из Франции» 2013
- «Фильм с Катрин Денев» 2014
- «Пансион Прахт» 2014
- «История о любви и темноте» (реж. Натали Портман) 2015
- "Голоса за кадром" 2019

Телевидение:

- «Русское танго» 1996 — первый приз Тель-Авивского международного фестиваля.
- «Семейные связи» 1997—1998. Приз в Токио.
- «Владимир» 1997. Документальный фильм о жизни актёра в Израиле.
- «Долги Аарона Коэна» 1998- второй приз на фестивале в Торонто.
- «СЭФИ» — комический сериал. 1999.
- "My first «SONY» 1999 — сериал.
- «Почти, как мы» — документальный фильм 2000.
- «Битва за Тель-Хай» 2000 — роль Йосифа Трумпельдора. Лучший TV фильм года.
- «Ты должен сделать про это фильм» 2000.
- «Я — пурим» 2000.
- «Take Away» 2001 — главная роль. 15-серийный фильм.
- «Иерусалимская жизнь» 2002.
- «Солнце» 2002 — сериал.
- «Было или не было» 2002 — лучший TV фильм года.
- «Мама — вав» 2002 — главный приз иерусалимского кинофестиваля.
- «Закрытое дело» 2003 — сериал.
- «Таня — 403» 2003.
- «Перемены погоды» 2003.
- «Письма из Ришикеш» 2004 — главная роль.
- «В реальном времени» 2004.
- «Освободись от Сюзи» 2004.
- «Дети с холма Наполеон» 2004 — сериал.
- «Без носков» 2005 — сериал.
- «Криминальный корреспондент» 2005 — сериал.
- «Под небом Вероны» 2005 — сериал. 9 канал.
- «Как рыба без воды» 2006.
- «Милуим» 2005—2006 — сериал.
- «Плохие девчонки» 2006. 50 серий.
- «Чемпионка» 2006—2007. 220 серий.
- «Жизнь в on — line» 2007 — сериал.
- «Прекрасный развод» 2008
- «Воздушные замки» 2009

- «Журов» (Россия) 2009
- «Между строк», сериал 50 серий — Главная роль 2010
- «Тройка» 2010
- «Ленин в Октябре» 2010
- «Девочки золотого возраста» 2012
- «30 шекелей в час» 1.2 сезон, сериал. Приз «Золотой экран» 2013-2014
- «Один ноль ноль» 1.2 сезон, сериал 2013—2014